# Aleuroduplidens
Aleuroduplidens is een geslacht van halfvleugeligen (Hemiptera) uit de familie witte vliegen (Aleyrodidae), onderfamilie Aleyrodinae.
De wetenschappelijke naam van dit geslacht is voor het eerst geldig gepubliceerd door Martin in 1999. De typesoort is Aleuroduplidens eucalyptifolia.

## Soorten
Aleuroduplidens omvat de volgende soorten:
- Aleuroduplidens carverae Martin, 1999
- Aleuroduplidens croceata (Maskell, 1896)
- Aleuroduplidens eucalyptifolia Martin, 1999
- Aleuroduplidens santali Martin, 1999
- Aleuroduplidens triangularis Martin, 1999
- Aleuroduplidens wellsae Martin, 1999